# 蘭氏結蛇鰻
蘭氏結蛇鰻，為輻鰭魚綱鰻鱺目糯鰻亞目蛇鰻科的其中一種，分布於中西大西洋波多黎各海域，棲息深度8-12公尺，體長可達76公分，棲息於海草生長的淺海域，屬肉食性，生活習性不明。

## 擴展閱讀
維基物種上的相關：蘭氏結蛇鰻